# Teoría de conjuntos (Lógica proposicional)
La lógica proposicional describe las formas en que podemos combinar enunciados (también llamados proposiciones) verdaderos para producir otros enunciados verdaderos. Usualmente se consideran cinco operaciones principales de ese tipo (llamados conectivos lógicos), aunque técnicamente podemos derivarlas todas de una o dos de ellas. 
Un conjuntos es la reunión en un todo de objetos bien definidos y diferenciables entre sí, que se llaman elementos del mismo.
Si a es un elemento del conjunto A se denota con la relación de pertenencia a Î A. 
En caso contrario, si a no es un elemento de A se denota aÏ A. 
La teoría de conjuntos es una rama de las matemáticas que estudia las propiedades y relaciones de los conjuntos: colecciones abstractas de objetos, consideradas como objetos en sí mismas. Los conjuntos y sus operaciones más elementales son una herramienta básica en la formulación de cualquier teoría matemática.

## Conceptos básicos y notaciones
La teoría de conjuntos comienza con una relación binaria fundamental entre un objeto "o" y un conjunto A. Si "o" es un miembro ("o" elemento) de A, se usa la notación o ∈ A. Dado que los conjuntos son objetos, la relación de pertenencia también puede relacionar conjuntos.
Una relación binaria derivada entre dos conjuntos es la relación de subconjunto, también llamada inclusión de conjuntos. Si todos los miembros del conjunto A son también miembros del conjunto B, entonces A es un subconjunto de B, denotado A ⊆ B. Por ejemplo, {1, 2} es un subconjunto de {1, 2, 3}, y así es {2} pero {1, 4} no lo es. Como insinuado de esta definición, un conjunto es un subconjunto de sí mismo. Para los casos en que esta posibilidad sea inadecuada o tenga sentido que sea rechazada, se define el término subconjunto apropiado. A se llama un subconjunto adecuado de B si y sólo si A es un subconjunto de B, pero A no es igual a B. Observe también que 1 y 2 y 3 son miembros (elementos) del conjunto {1, 2, 3} Pero no son subconjuntos, y los subconjuntos son, a su vez, no como tales miembros del conjunto.
Así como la aritmética presenta operaciones binarias sobre números, la teoría de conjuntos presenta operaciones binarias en conjuntos:
- Unión de los conjuntos A y B, denotada A ∪ B, es el conjunto de todos los objetos que son un miembro de A, o B, o ambos. La unión de {1, 2, 3} y {2, 3, 4} es el conjunto {1, 2, 3, 4}.
- La intersección de los conjuntos A y B, denotada A ∩ B, es el conjunto de todos los objetos que son miembros de A y B. La intersección de {1, 2, 3} y {2, 3, 4} es el conjunto { 2, 3}. La diferencia de conjunto de U y A, denotada U \ A, es el conjunto de todos los miembros de U que no son miembros de A.
- La diferencia de conjunto {1, 2, 3} \ {2, 3, 4} es {1} Mientras que, por el contrario, la diferencia establecida {2, 3, 4} \ {1, 2, 3} es {4}. Cuando A es un subconjunto de U, la diferencia de conjunto U \ A también se denomina complemento de A en U. En este caso, si la elección de U es clara a partir del contexto, a veces se usa la notación Ac en lugar de U \ A , Particularmente si U es un conjunto universal como en el estudio de los diagramas de Venn.
- La diferencia simétrica de los conjuntos A y B, denotada A △ B o A ⊖ B, es el conjunto de todos los objetos que son un miembro de exactamente uno de A y B (elementos que están en uno de los conjuntos, pero no en ambos). Por ejemplo, para los conjuntos {1, 2, 3} y {2, 3, 4}, el conjunto de diferencias simétricas es {1, 4}. Es la diferencia establecida de la unión y la intersección, (A ∪ B) \ (A ∩ B) o (A \ B) ∪ (B \ A).
- El producto cartesiano de A y B, denotado A × B, es el conjunto cuyos miembros son posibles pares ordenados (a, b) donde a es un miembro de A yb es un miembro de B. El producto cartesiano de {1, 2 } Y {rojo, blanco} es {(1, rojo), (1, blanco), (2, rojo), (2, blanco)}. El conjunto de potencia de un conjunto A es el conjunto cuyos miembros son todos los subconjuntos posibles de A. Por ejemplo, el conjunto de potencia de {1, 2} es {{}, {1}, {2}, {1, 2}}.

Algunos conjuntos básicos de importancia central son el conjunto vacío (el conjunto único que no contiene elementos, llamado ocasionalmente el conjunto nulo aunque este nombre es ambiguo), el conjunto de números naturales y el conjunto de números reales
- Datos: Q30906700